# Birch Aquarium
Koordinaten: 32° 51′ 57″ N, 117° 15′ 2,4″ W
Das Birch Aquarium ist ein Schauaquarium, das sich im Stadtteil La Jolla in der Stadt San Diego im US-Bundesstaat Kalifornien befindet. Es ist gleichzeitig das Öffentlichkeitszentrum der Scripps Institution of Oceanography, einem Teil der University of California, San Diego. Das Aquarium wird jährlich von rund 500.000 Gästen besucht.

## Lage
Das Aquarium liegt hoch auf einer Klippe mit Blick auf den Pazifischen Ozean und schließt sich an das Scripps Institution of Oceanography an. Vom Ufer erstreckt sich die zu Ehren der Sponsorin und Philanthropin Ellen Browning Scripps genannte Seebrücke, die Ellen Browning Scripps Memorial Pier in das Meer, an deren Ende sich das für Meeresforschungen genutzte Scripps Pier Laboratory befindet. Am Eingang des Aquariums befindet sich ein aus zwei metallenen Walskulpturen gebildeter Springbrunnen. Die Innenstadt von San Diego ist ca. 20 Kilometer in südöstlicher Richtung entfernt.

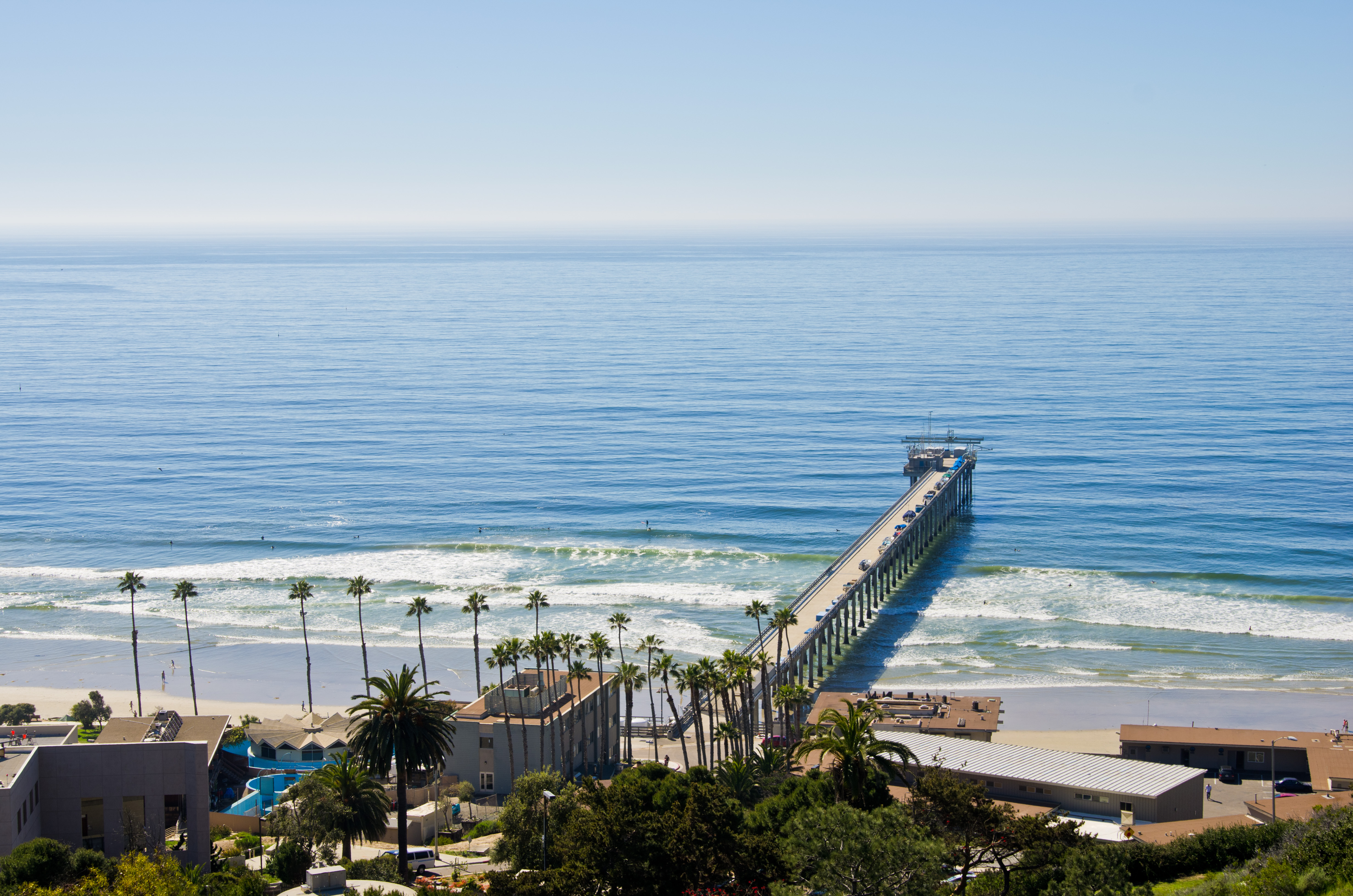
Blick auf die Seebrücke vom Aquarium
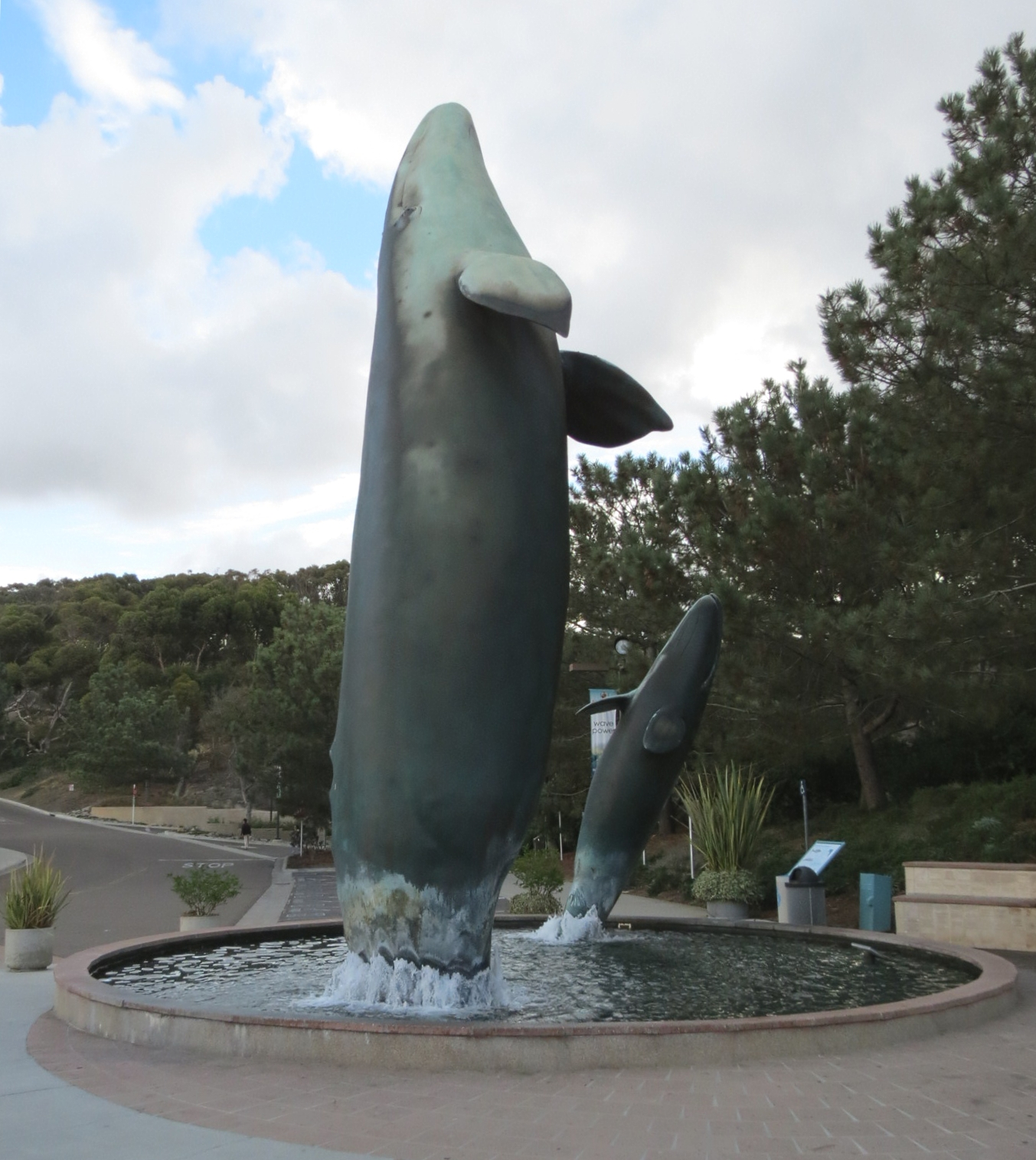
Walskulptur am Eingang des Aquariums
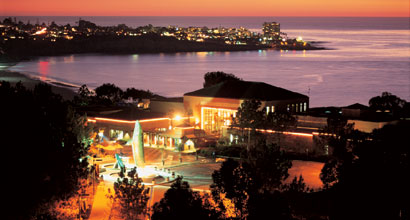
Blick auf das Aquarium bei Nacht

## Geschichte
Erste Pläne für ein Aquarium ergaben sich im Jahr 1903, als der Zoologe William E. Ritter zusammen mit dem Zeitungsverleger Tycoon E. W. Scripps, dessen Schwester, der Philanthropin Ellen Browning Scripps und dem Arzt Fred Baker die Marine Biological Association of San Diego gründete. 1905 zeigten die Initiatoren die erste öffentliche Aquariumausstellung in einem kleinen laborartigen Gebäude. Zwei Jahre später kaufte der Verein von der Stadt San Diego bei einer öffentlichen Auktion für 1000 US-Dollar ein mehr als 70 Hektar großes unbebautes Gelände am Küstenstreifen von  La Jolla. Das Aquarium wurde dort im ersten Stock eines neu errichteten ozeanografischen Museums untergebracht. Ein eigenständiges, aus Holz gebautes Aquariumsgebäude mit 19 Becken wurde 1915 in Betrieb genommen. Die Pläne für ein größeres Aquarium konnten erst nach Ende des Zweiten Weltkriegs verwirklicht werden. Als Scripps Aquarium-Museum wurde 1951 ein dreistöckiges Gebäude eröffnet.
Um ein größeres Aquarium zu bauen, wurde 1968 von der Stephen and Mary Birch Foundation eine Spendensammlung begonnen. Die Gesellschaft selbst spendete 6 Millionen US-Dollar für die neue Einrichtung. Mit weiteren Spenden kam ein Betrag von 10 Millionen US-Dollar zusammen. Die zu Ehren der Hauptsponsoren nun Birch Aquarium genannte Einrichtung wurde am 16. September 1992 auf den Campus der Scripps Institution of Oceanography eröffnet. Es enthält 60 Becken, die in der Mehrzahl Fische und Wirbellose des Pazifischen Ozeans zeigen. Das größte Schaubecken, ein Kelpwaldbecken hat einen Inhalt von ca. 300.000 Litern, ein Becken für Haie fasst rund 60.000 Liter.
Neben den Ausstellungen der aquatischen Tiere werden im Aquarium Bildungsprogramme veranstaltet, die auf  wissenschaftlichen Fachkenntnissen der Forschungseinrichtungen basieren. Das Aquarium verbreitet diese Programme vor Ort sowie im ganzen Land durch Veröffentlichungen, Lehrpläne, Multimedia-Präsentationen, Wanderausstellungen und Bildungsinitiativen, um die Neugier und das kritische Denken über die Vielschichtigkeit der Natur bei den Menschen zu wecken.

## Tierbestand und Anlagenbereiche
Im Aquarium werden rund 3000 aquatische Tiere in 380 Arten gezeigt, dazu zählen unterschiedlichste Fischarten, beispielsweise Haie, Rochen, Seedrachen und Seepferdchen sowie Krebstiere, Korallen, Seeanemonen, Muscheln, Meeresschnecken, Seeigel, Seegurken, Kraken, Seenadeln und Quallen. Außerdem werden einige Zwergpinguine (Eudyptula minor) und Meeresschildkröten gehalten. Das Areal ist in mehrere geschlossene oder offene Schaubecken unterteilt.

## Galerie
Nachfolgende Bilder zeigen einige ausgewählte Tierarten aus dem Birch Aquarium.

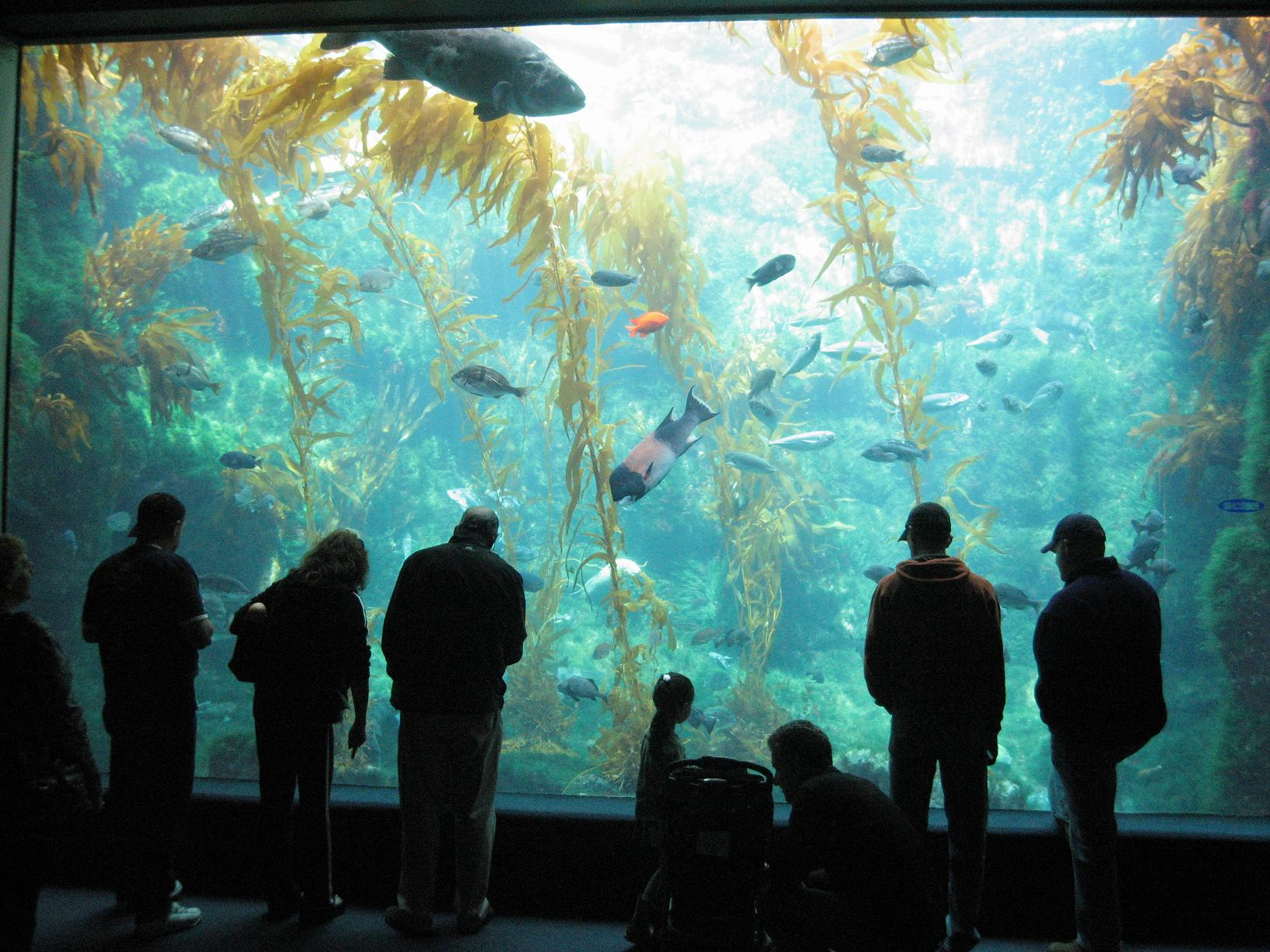
Kelpwald-Schaubecken
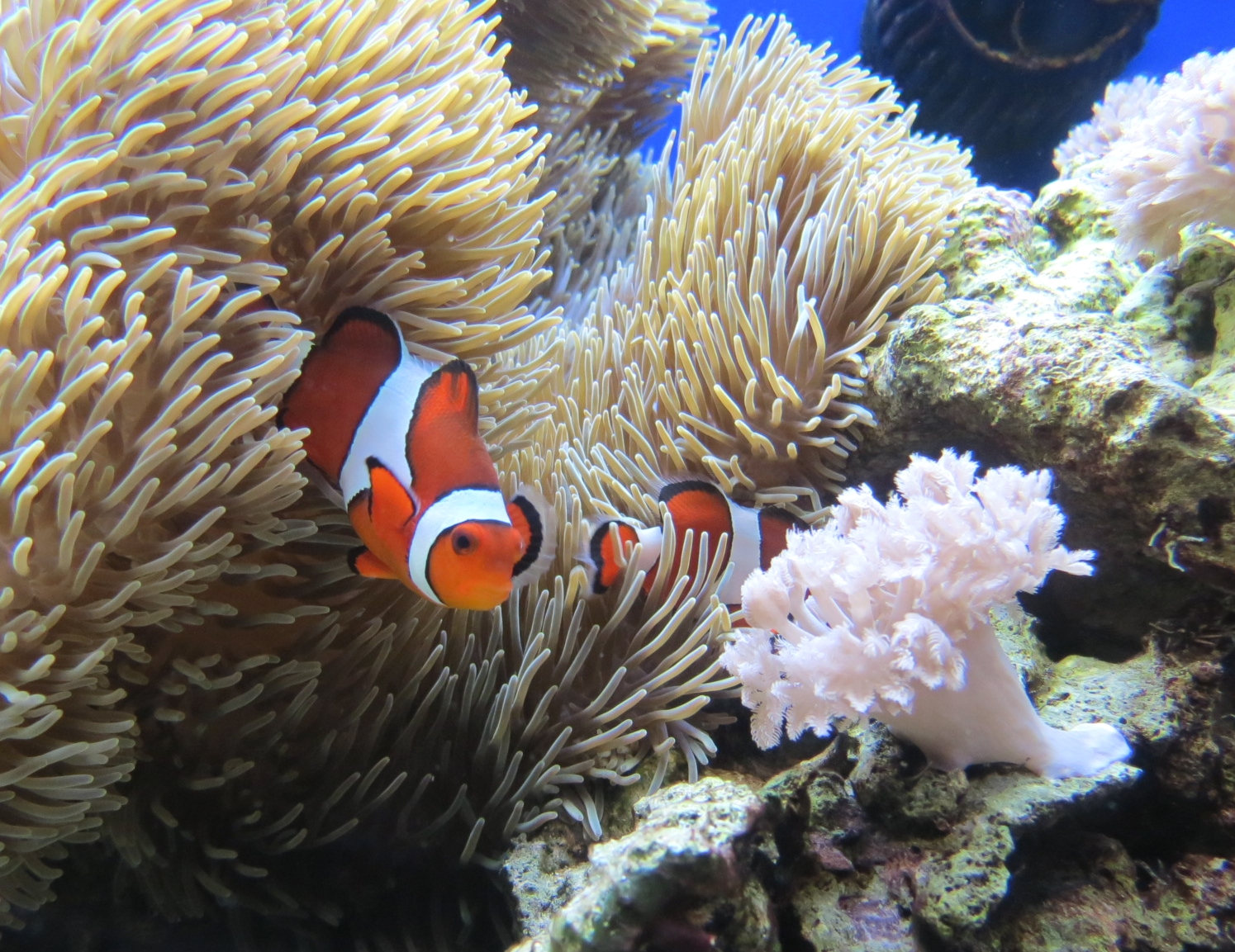
Falscher Clownfisch
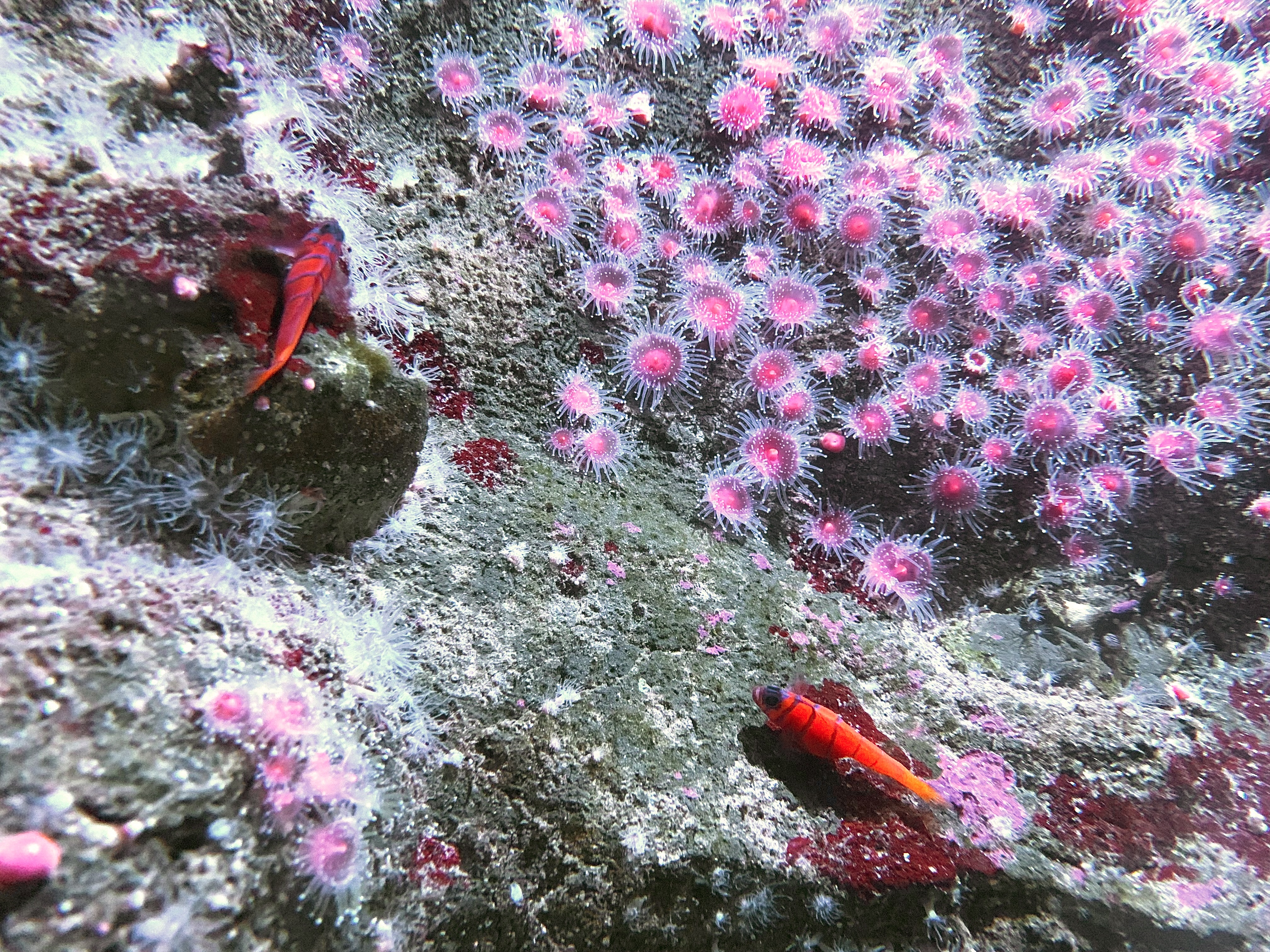
Blaustreifengrundel und Kalifornische Seeanemonen
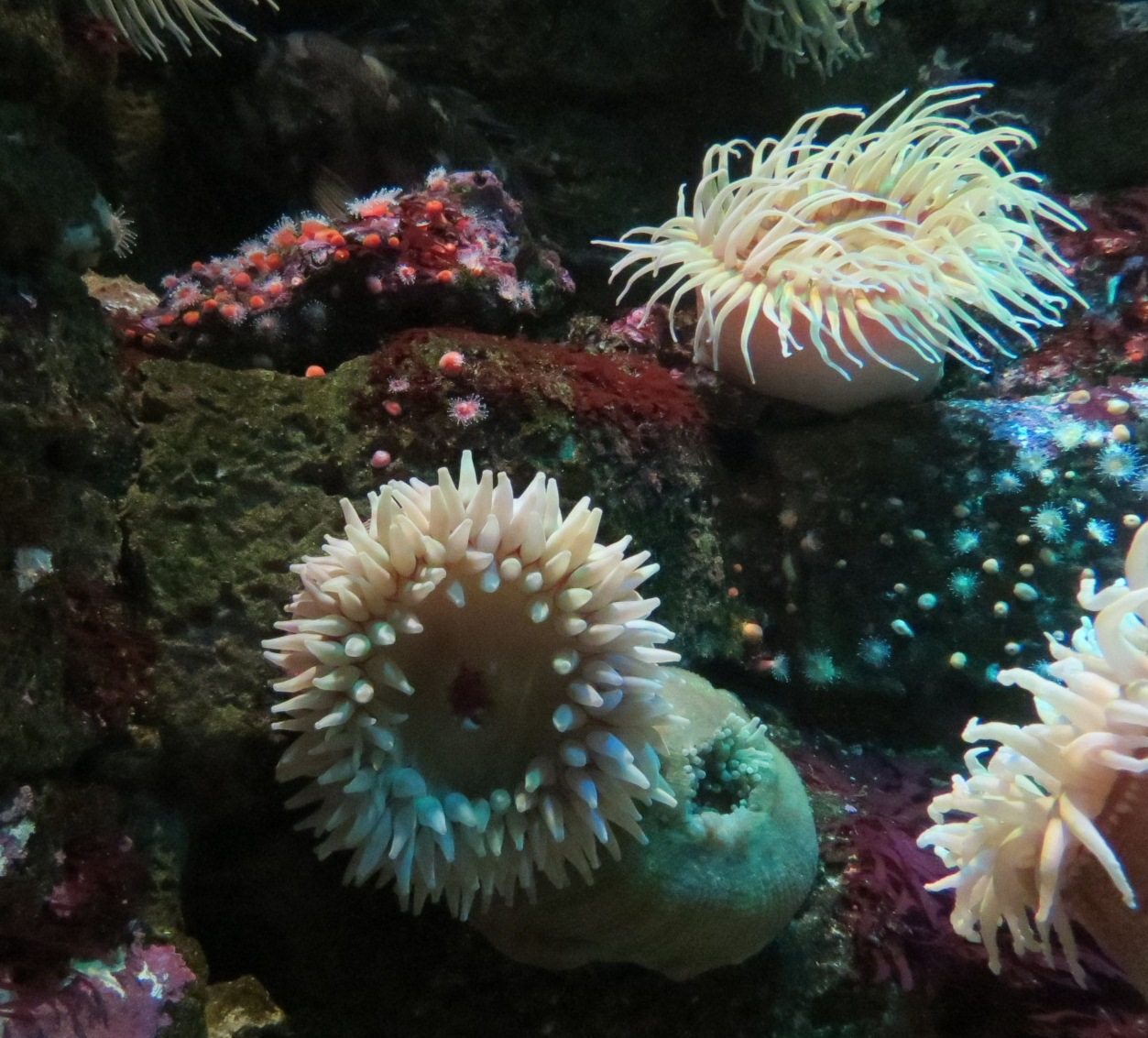
Seeanemonen
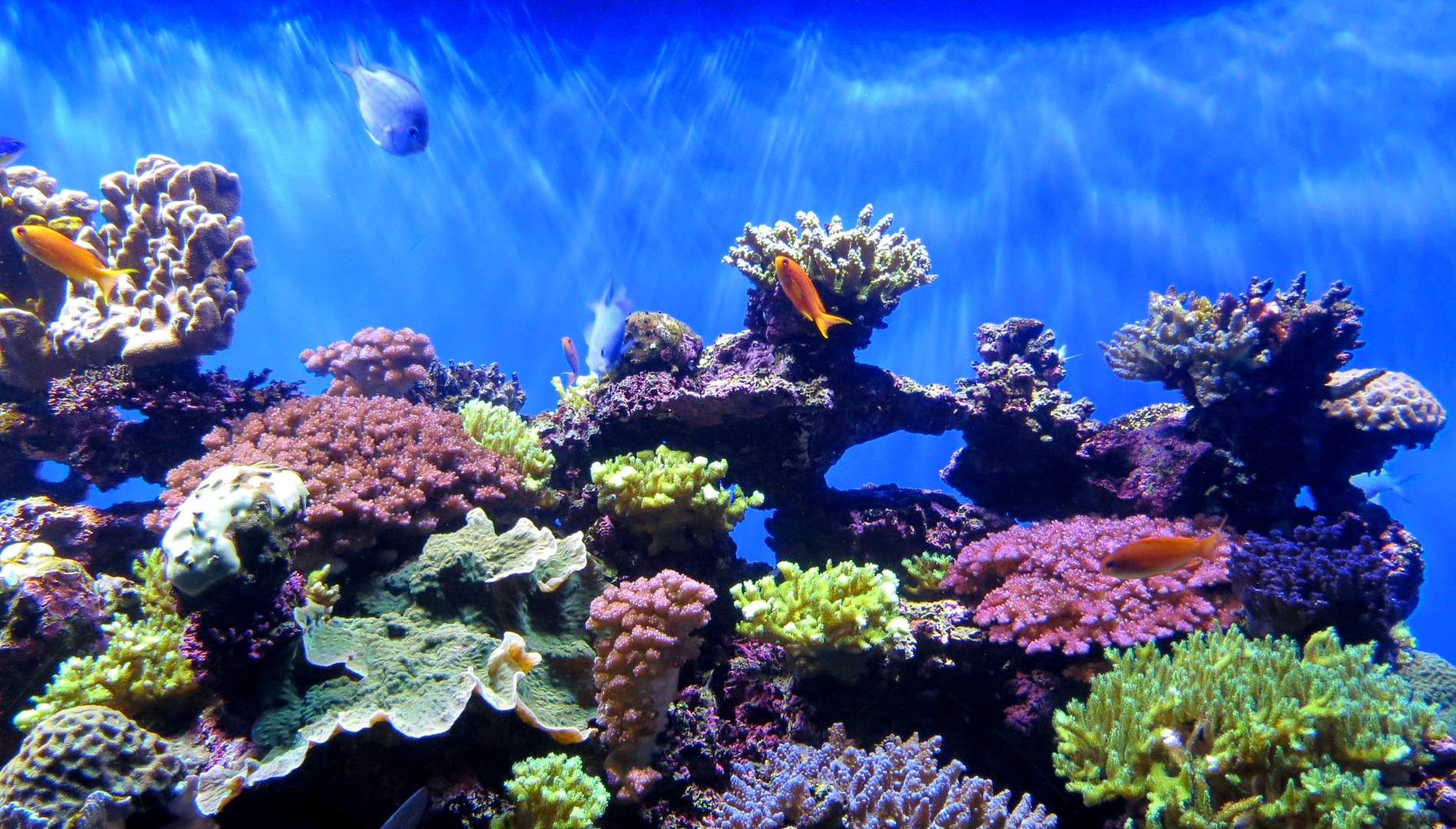
Korallen
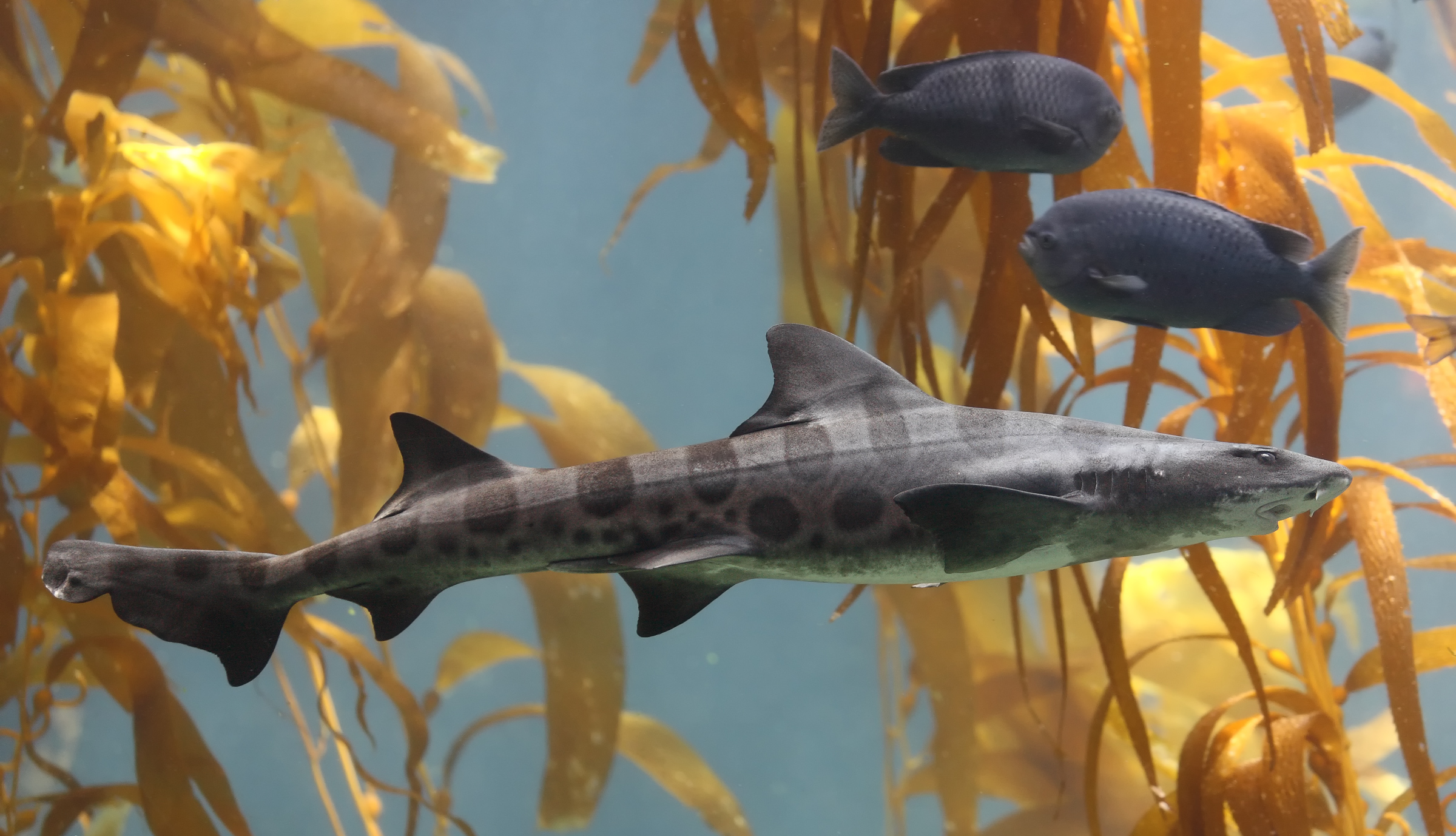
Leopardenhai und Chromis punctipinnis
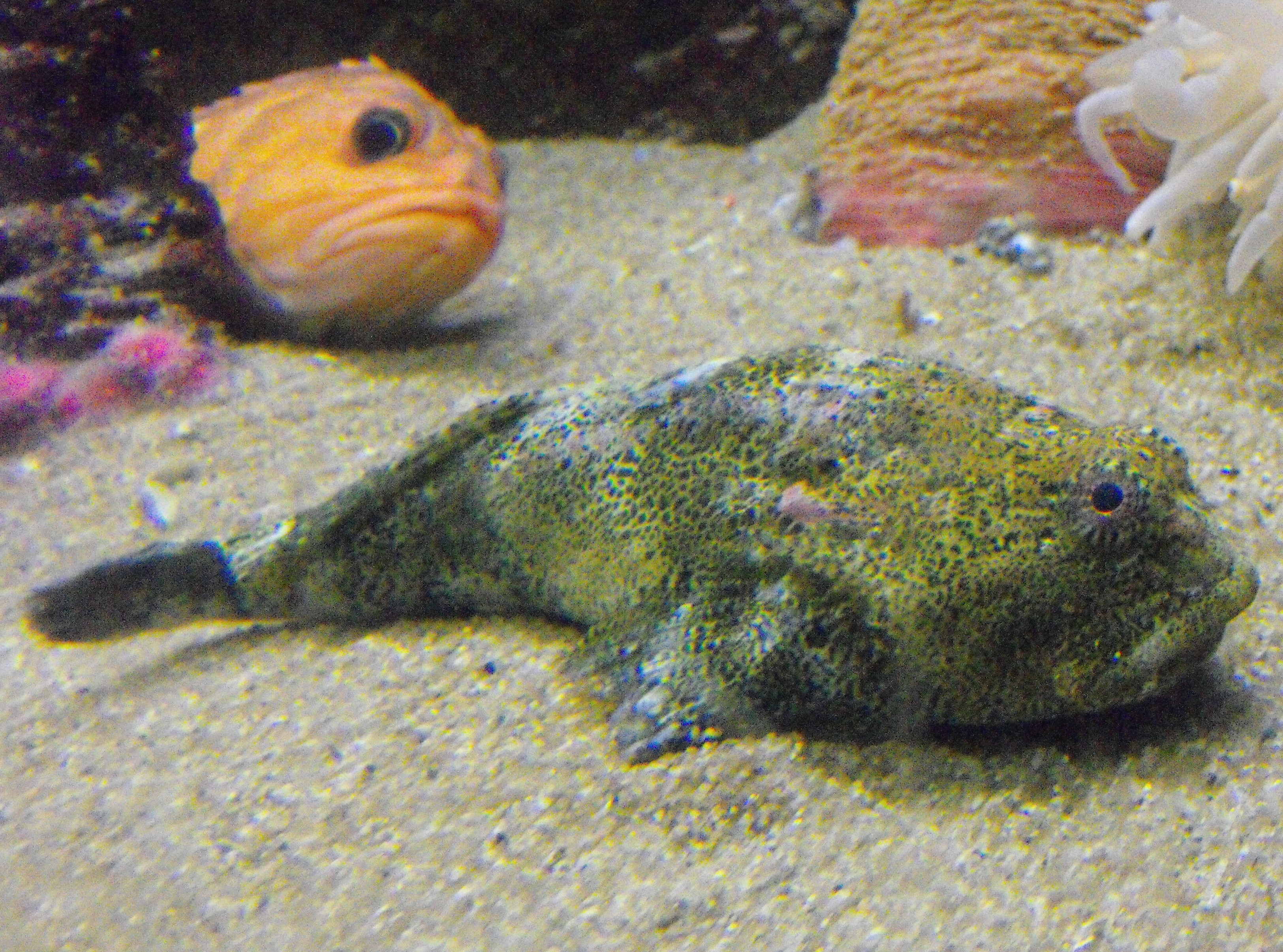
Enophrys bison
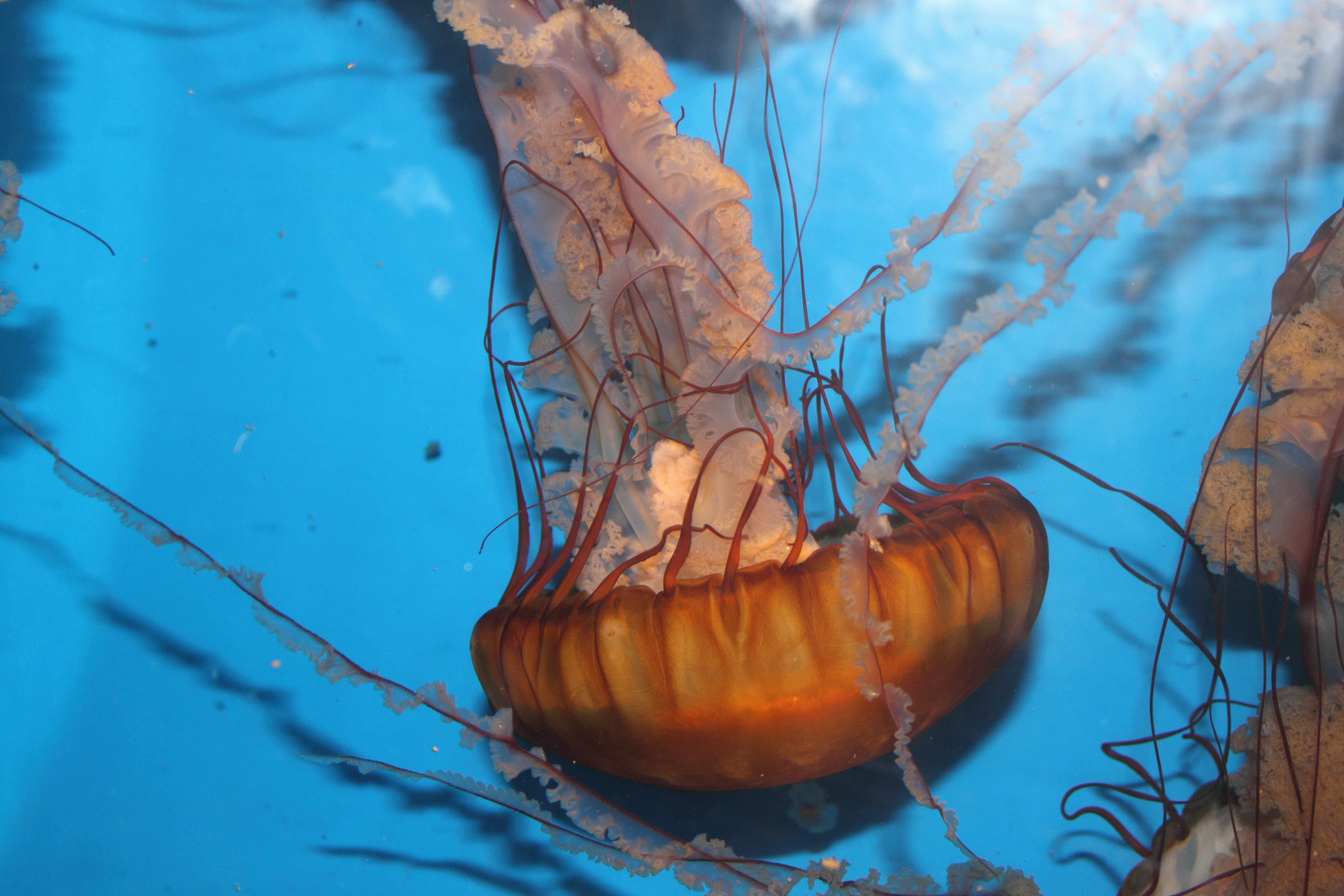
Chrysaora fuscescens, (Qualle)
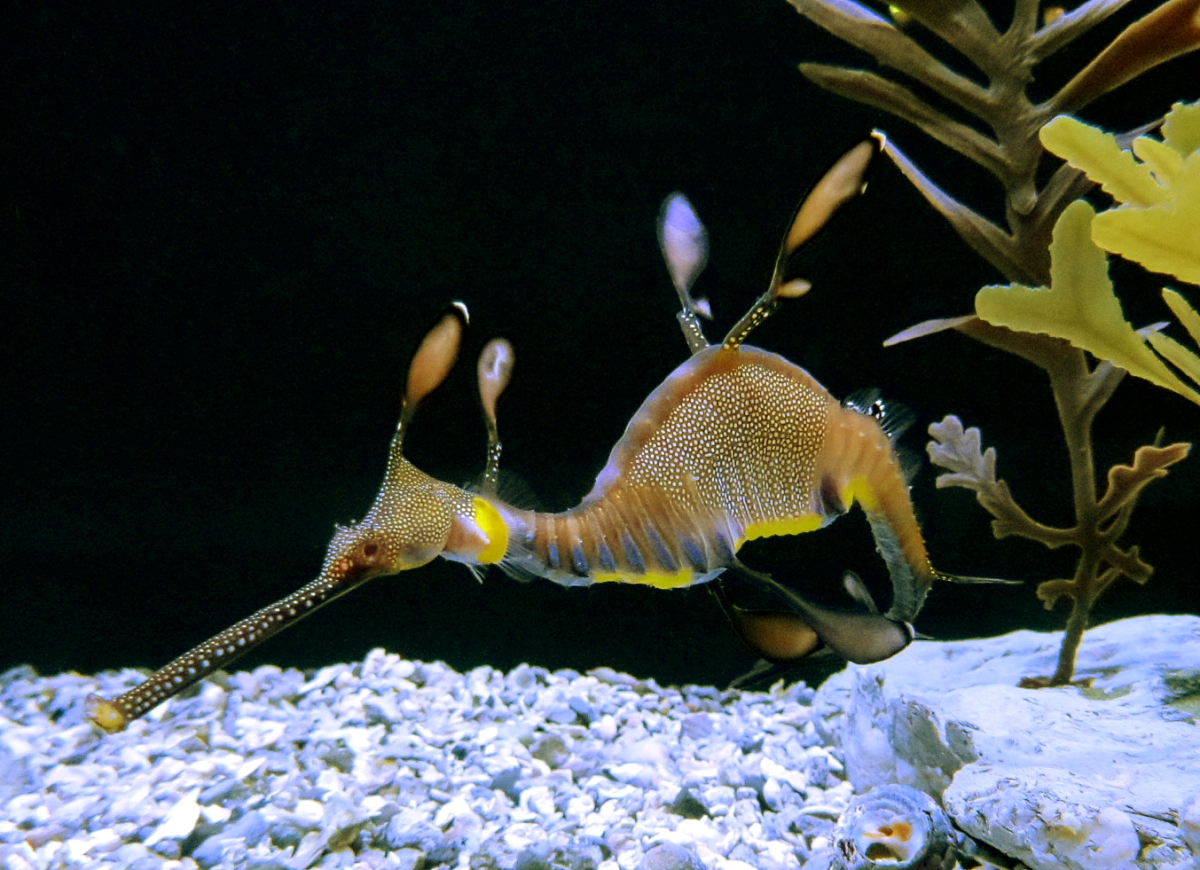
Seedrache
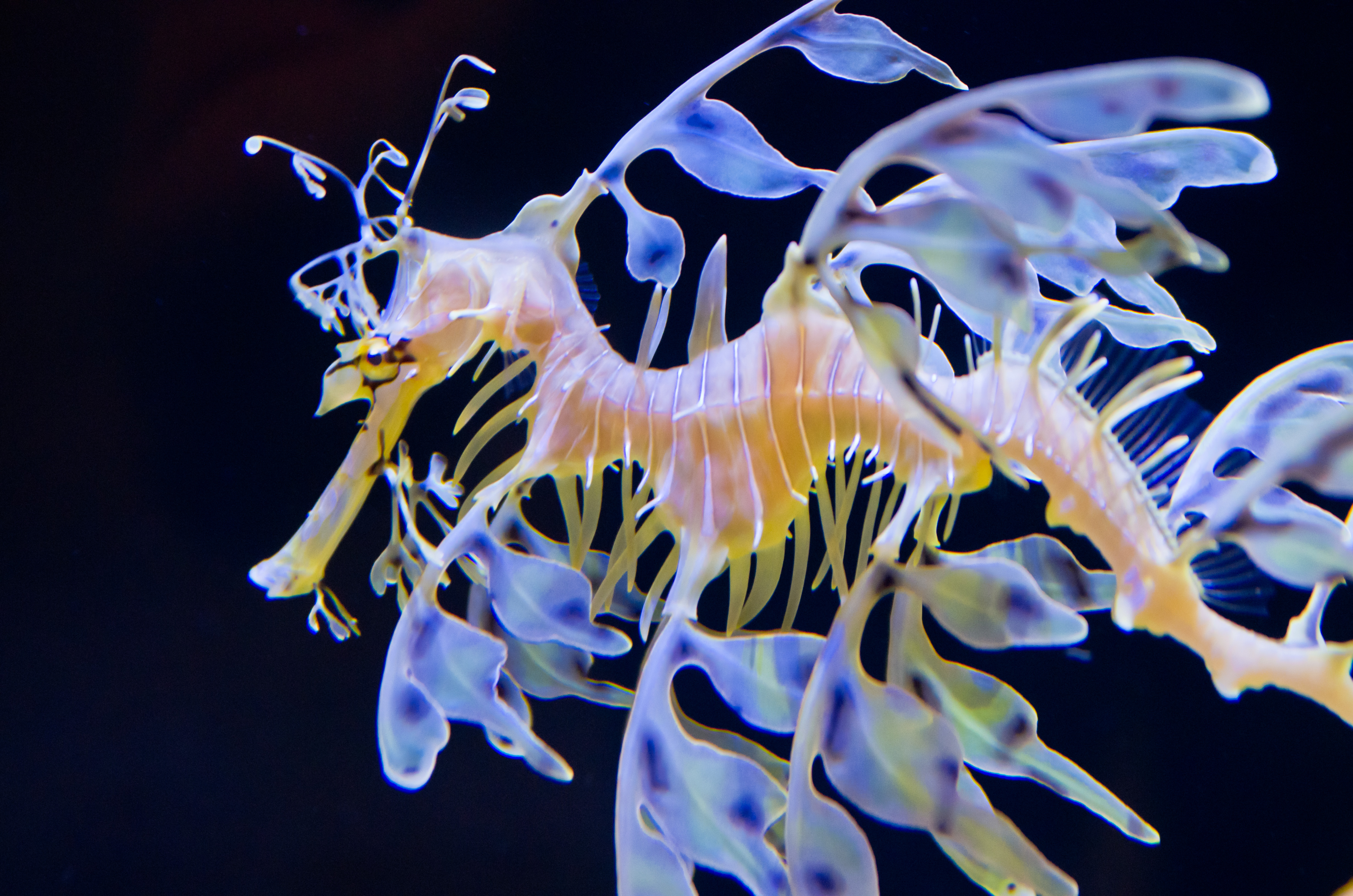
Großer Fetzenfisch